# Santiago Mariño (município)
Santiago Mariño é um município da Venezuela localizado no estado de Aragua.
A capital do município é a cidade de Turmero.